# 呂朝梁
呂朝梁，中國清朝官員。咸豐三年（1853年），呂朝梁接替丁曰健擔任台灣府嘉義縣知縣，掌管今嘉義縣、嘉義市、雲林縣一帶政事。